# Renate Sattler

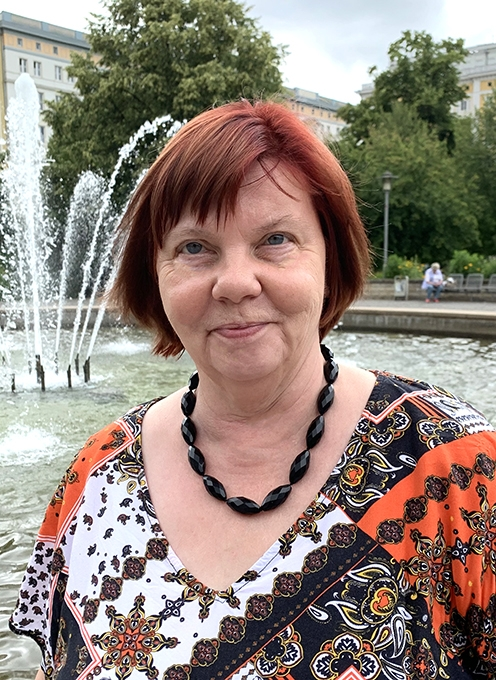
Renate Sattler in Magdeburg (Juli 2020)

Renate Sattler geb. Müller (* 8. Oktober 1961 in Magdeburg) ist eine deutsche Schriftstellerin. 

## Leben und Werdegang
Renate Sattler wuchs als Tochter eines Architekten und einer Sekretärin in der DDR-Bezirkstadt Magdeburg auf. Nach dem Besuch der Polytechnischen Oberschule nahm sie eine Lehre als Facharbeiter für Schreibtechnik auf und war anschließend als Sekretärin im Kulturbund der DDR tätig. Bereits während der Schulzeit wurde sie zum Bezirkspoetenseminar delegiert und besuchte von 1978 bis 1984 den Zirkel „Schreibender Studenten“ unter Leitung von Wolf D. Brennecke an der Technischen Hochschule Magdeburg. Mehrmals wurde sie zum Zentralen Poetenseminar nach Schwerin delegiert.
Von 1984 bis 1987 studierte Renate Sattler Kulturwissenschaft an der Fachschule für Klubleiter „Martin Andersen Nexö“ in Meißen. Während des Studiums leitete sie einen literarischen Zirkel. Nach erfolgreicher Beendigung des Studiums arbeitete sie als kulturpolitische Mitarbeiterin im Bezirkskabinett für Kulturarbeit und bis zur Abwicklung in der Akademie für Bildung und Kulturförderung. 1987 gründete Sattler zusammen mit Jörg Mantzsch auf dessen Initiative hin eine Lesebühne in Magdeburg, in der junge Schreibende und Liedermacher auftraten.
Ehrenamtlich engagierte sie sich in der „Unterstützergruppe für Ureinwohner“ in Berlin-Treptow, nahm 1987 Kontakte zu Organisationen der Native Americans in den USA auf. Sie war Vorsitzende der Stiftung „Mitwelt“, der späteren Heinrich-Böll-Stiftung, Mitbegründerin des Westpapua-Netzwerkes. 1993 gründete sie den „Arbeitskreis Vierte Welt“ und war dessen Koordinatorin für entwicklungspolitische Bildung.
Seit 2007 ist Renate Sattler freiberufliche Autorin und seit 2011 Vorsitzende des Landesverbandes Sachsen-Anhalt des Verbandes deutscher Schriftstellerinnen und Schriftsteller. Zudem ist sie seit 2019 Mitglied des PEN-Zentrums Deutschland.
Renate Sattler schreibt Romane, Erzählungen, Kinderbücher und Lyrik. Sie ist verheiratet und hat einen Sohn.

## Auszeichnungen
- 2002 Stipendium des Landes Sachsen-Anhalt
- 2008 Arbeitsstipendium der Kunststiftung Sachsen-Anhalt
- 2012 Aufenthaltsstipendium beim Kunstverein Röderhof (Huy)
- 2013 Teilnahme am Poesiefestival „Am Anfang war das Wort“ in Armenien
- 2016 Teilnahme am Poesiefestival in Banja Luka
- 2018 Teilnahme am Internationalen „Cocktail di Versi“ in Bari

## Schriften (Auswahl)
- Zwischen entwurzelten Steinen, Lyrik. Verlag Janos Stekovics, Halle 2007.
- Das Sandgemälde, Erzählungen. Elbe-Havel-Verlag, Havelberg 2010.
- Das Schweigen des Quetzals, Lyrik. Elbe-Havel-Verlag, Havelberg 2013.
- (Hrsg.): Geschichten aus der Salzblumenstadt. Ein Schreibprojekt des Friedrich-Bödecker-Kreises in Sachsen-Anhalt und der Sekundarschule "Maxim Gorki" in Schönebeck. Dorise-Verlag, Erfurt 2013.
- Zündblättchen Nr. 62, Lyrik, Überelbische Blätter für Kunst und Literatur. Edition Dreizeichen Meissen 2014.
- Risse im Gesicht, Roman, Edition AV, Lich 2016[2]
- Seeadlerin, Erzählung, Verlag Serocki, Pelplin 2017.
- Kanadischer Sommer – Zu Gast bei Irokesen und Delaware – Reisetagebuch, Erzählung, Sachteil, Fotos. Verlag Edition AV, Bodenburg 2018.